# Челя, Аранит
Аранит Челя (алб. Aranit Çela; 1923, Влёра — 2018, Влёра) — албанский коммунистический политик и юрист, военный прокурор и офицер Сигурими, в 1954—1955 и 1958—1966 — генеральный прокурор, в 1955—1958 и 1966—1990 — председатель Верховного суда НРА/НСРА. Член ЦК АПТ. Активный участник политических репрессий режима Энвера Ходжи, был прозван «албанским Вышинским». После падения коммунистического режима в 1993 приговорён к смертной казни с заменой на 25 лет заключения. Освобождён в результате беспорядков в Албании 1997 года.

## От фашизма к коммунизму
Родился в семье албанских мусульман. Хюсен Челя, отец Аранита Чели торговал сигаретами и по ночам сторожил городской музей. По воспоминаниям Чели-младшего, он был подвержен алкоголизму и мало интересовался семьёй. Челя-старший умер, когда сыну было пятнадцать лет.
Аранит Челя окончил коммерческий колледж Влёры. Во время учёбы познакомился с Хюсни Капо, что впоследствии сильно способствовало карьере при коммунистическом режиме.
Первоначально Аранит Челя поддержал итальянскую оккупацию Албании. В 1941 он пытался устроиться на службу в министерство юстиции фашистского оккупационного режима, однако получил отказ в силу недостаточной юридической подготовки. После этого Чела вступил в Коммунистическую партию Албании (КПА; с 1948 — Албанская партия труда, АПТ) и присоединился к партизанской армии. Важную роль при этом сыграла рекомендацию Хюсни Капо.

## Генеральный прокурор и верховный судья
После прихода КПА к власти в ноябре 1944 Аранит Челя поступил на службу в органы военной юстиции. С марта 1945 по сентябрь 1946 был военным прокурором Шкодера (именно в этом городе на севере Албании политические репрессии отличались особой интенсивностью). В 1946—1948 Аранит Челя — военный прокурор Корчи.
В 1949 Аранит Челя был направлен на обучение юриспруденции в СССР. Возвратившись в Албанию в 1953, Челя занял руководящий пост в следственном подразделении Сигурими.
В 1954—1955 Аранит Челя — генеральный прокурор НРА, с 1955 по 1958 — председатель Верховного суда. В 1958 вернулся на пост генпрокурора. С 1966 по 1990 вновь возглавлял Верховный суд. В 1958—1990 состоял в ЦК АПТ. Являлся также депутатом Народного собрания.
Аранит Челя являлся одной из главных фигур репрессивной политики Энвера Ходжи. Он был государственным обвинителем и судьёй на 650 процессах. Челя утвердил сотни смертных приговоров по политическим обвинениям (в том числе за «фашизм» и за сотрудничество с итальянским оккупантами — несмотря на известную деталь собственной биографии). За свою роль в репрессиях получил прозвище «албанский Вышинский».

## Автор смертных приговоров
В качестве прокурора Челя выступал обвинителем на «процессе националистов» (1945, два смертных приговора) и «процессе католиков» (1946, шесть смертных приговоров). В качестве председателя Верховного суда он состоял в специальном органе, осуществлявшем массовые депортации.
В 1973 Аранит Челя приговорил к смертной казни четверых лидеров восстания политзаключённых тюрьмы Спач — художника и музыканта Скендера Дайю, металлурга Дервиша Бейко, шахтёра Паля Зефи, сотрудника МВД Хайри Пашая. В 1977 Челя утвердил смертные приговоры поэтам Вильсону Блошми и Генцу Леке, обвинённым в антиправительственной пропаганде.
Массовость репрессий, демонстративная жестокость приговоров сделали Аранита Челю одним из самых ненавистных деятелей коммунистического режима.
Генеральная прокуратура и Верховный суд под руководством Аранита Чели использовались также как инструменты внутрипартийных чисток. В 1961 Челя представлял гособвинение на процессе Теме Сейко и его группы (четыре смертных приговора). В 1975 Специальный военный суд под председательством Чели приговорил к смертной казни генералов Бекира Балуку, Петрита Думе, Хито Чако, 25 лет тюрьмы получил генерал Рахман Парлаку. В 1983, после гибели Мехмета Шеху и акции Группы Мустафы, Аранит Челя председательствовал на процессе, перед которым предстали недавние руководители МВД — Кадри Хазбиу и Фечор Шеху. Были вынесены семь смертных приговоров, четыре из которых — в отношении Кадри Хазбиу, Фечора Шеху, бывшего министра здравоохранения Ламби Зичишти, бывшего функционера МВД Ламби Печини — приведены в исполнение.

## Суд и заключение
В 1990 в Албании начались массовые протесты. Преемник Энвера Ходжи Рамиз Алия предпринял серию политических манёвров, в том числе в кадровой сфере. В частности, Аранит Челя был отстранён от должности председателя Верховного суда. Это, однако, не предотвратило падения коммунистического режима.
В 1993 Аранит Челя был арестован и привлечён к судебной ответственности (наряду с такими фигурами, как Рамиз Алия, Рита Марко, Симон Стефани, Хекуран Исаи, Адиль Чарчани). В 1996 Челя предстал перед судом вместе с Хаджи Леши, Манушем Мюфтиу, Рапи Мино, Зюлюфтаром Рамизи. Суд признал его виновным в злоупотреблении властью, нарушениях прав человека, преступлениях против человечности. Челя был приговорён к смертной казни с заменой на 25 лет тюремного заключения.

## Выход из тюрьмы
Политическое положение в Албании резко изменилось в результате беспорядков 1997 года. Начавшись как социальные протесты, эти события обернулись частичным реваншем бывшей номенклатуры АПТ и южных региональных кланов. Аранит Челя принадлежал к обеим этим категориям.
В 1997 Челя был освобождён из тюрьмы. Последние два десятилетия он прожил частной жизнью, избегая публичности. К возмущению общественности, получал повышенную «ветеранскую» пенсию
Скончался Аранит Челя в возрасте 95 лет.